# メリーランド大学カレッジパーク校
メリーランド大学カレッジパーク校（University of Maryland, College Park）は、アメリカ合衆国ワシントンD.C.の郊外メリーランド州カレッジパークに位置する州立総合大学である。大学の略称は「UMD」。ノーベル賞やフィールズ賞受賞者を輩出している。パブリック・アイビー（州立大学版アイビーリーグ）の一校に数えられる。
メリーランド州で最も規模の大きい大学であり、11校で構成する「メリーランド大学システム」の旗艦校。国内大学ランキング、世界大学ランキング常連の名門校で、特に理工系大学院の研究は世界トップクラスと評価が高い。イリノイ大学、ミシガン大学、ウィスコンシン大学などに並ぶ、ビッグテンカンファレンスの加盟校の一校。2016年時点で100を越える学部専攻と120を越える博士課程プログラムを取り扱っている。
理工学系、特にコンピューターサイエンス分野の研究が盛んであり、論文指標を基準にしたランキングでは米国内3位、世界5位にランクインしている。また、物理学、特に量子分野の研究の評価も高く、米国内9位、世界16位にランクインしている。
アメリカ合衆国首都ワシントンDCに近い地理を生かした研究パートナーシップがアメリカ連邦政府と敷かれており、金銭面や施設面のサポートを各機関から受けている。メリーランド大学カレッジパーク校は2016年にメリーランド大学ボルチモア校と提携を結び、研究援助金を元手にキャンパス内で医療、科学、教育のプログラムを行っている。2017年度支援額は約$2.1 billion, 日本円にして2310億円にも上る(１ドル110円計算)。2018年度には同校は$545 million, 日本円にして599.5億円の追加研究資金援助を受ける。

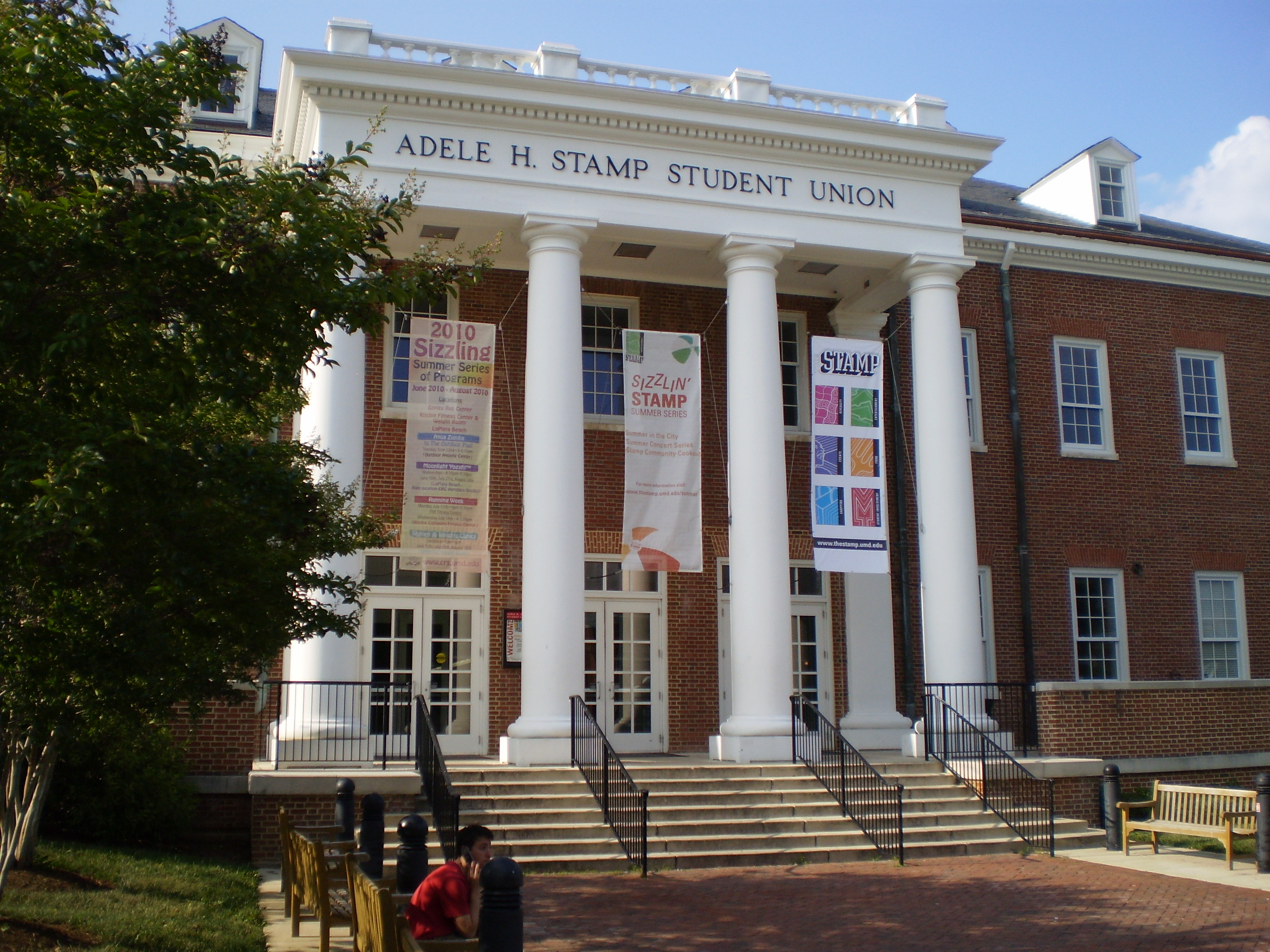
学生ユニオン

## 歴史

### 初期
1856年3月6日に、メリーランド大学はメリーランド農業カレッジ (Maryland Agricultural College、略称：MAC) として認可を受けた。2年後の1858年、カレッジパークにあったリバーデール農園が保有していた420エーカー(1.7 km2)の土地を、二代目のボルティモア統治者であるセシル・カルバートの子孫であり、後にアメリカ合衆国議会議員となるチャールズ・B・カルバートが$21,000で取得した。カルバートは株式を売却した費用を充て、同年暮れに学校を設立した。1859年10月6日、カルバートの4人の息子を含む34名が、第一期生としてメリーランド農業カレッジに入学した。開校日の基調公演を行ったのは、スミソニアン学術協会の初代長官であったジョセフ・ヘンリーであった。
1862年6月、メリーランド農業カレッジが初めて学位を授与した同月、時の大統領エイブラハム・リンカーンはMorrill Land Grant Act（モリル・ランドグラント法）を制定した。この立法により、農業・工業、および軍事訓練を教える学校に対して政府補助が支出されることとなった。1864年2月にメリーランド州議会がこのモリル・ランドグラント法を承認した後に、この法制を活用してメリーランド農業カレッジはランドグラント大学の一つになった。

### 南北戦争の終わり
認可を受けた数ヶ月後、メリーランド農業カレッジは南北戦争における戦略地域の一部に位置付けられた。1864年4月に、アンブローズ・E・バーンサイド将軍及び北軍第六軍隊の6,000人の兵士は MAC キャンパスに駐屯した。兵士はバージニア州のユリシーズ・S・グラント将軍の兵力の増強ために回された。その年の晩夏、ブラッドリー・T・ジョンソン将軍に率いられた南軍の兵士は、ワシントン襲撃の準備期間にかの地に留まることとなった。このような南北戦争による問題と、入学者数の減少によりメリーランド農業カレッジは破綻することとなる。その後二年間に渡り、キャンパスは男子向けの予備校として使用された。

### 校名と大学構成の変更
1997年にメリーランド州議会は、メリーランド大学システムの最重要機関であるメリーランド大学カレッジパーク校を、シンプルに"メリーランド大学"として認知する為の立法を通過させた。本件に関する詳細情報は右記に示す同大の公表を参照のこと "Identity Guide" (PDF format)。
メリーランド大学ボルチモア校（UMB）は時に"University of Maryland"と称されることがあるが、UMBは専門大学院教育にその対象範囲が限られることから、特に混乱を招いてはいない。

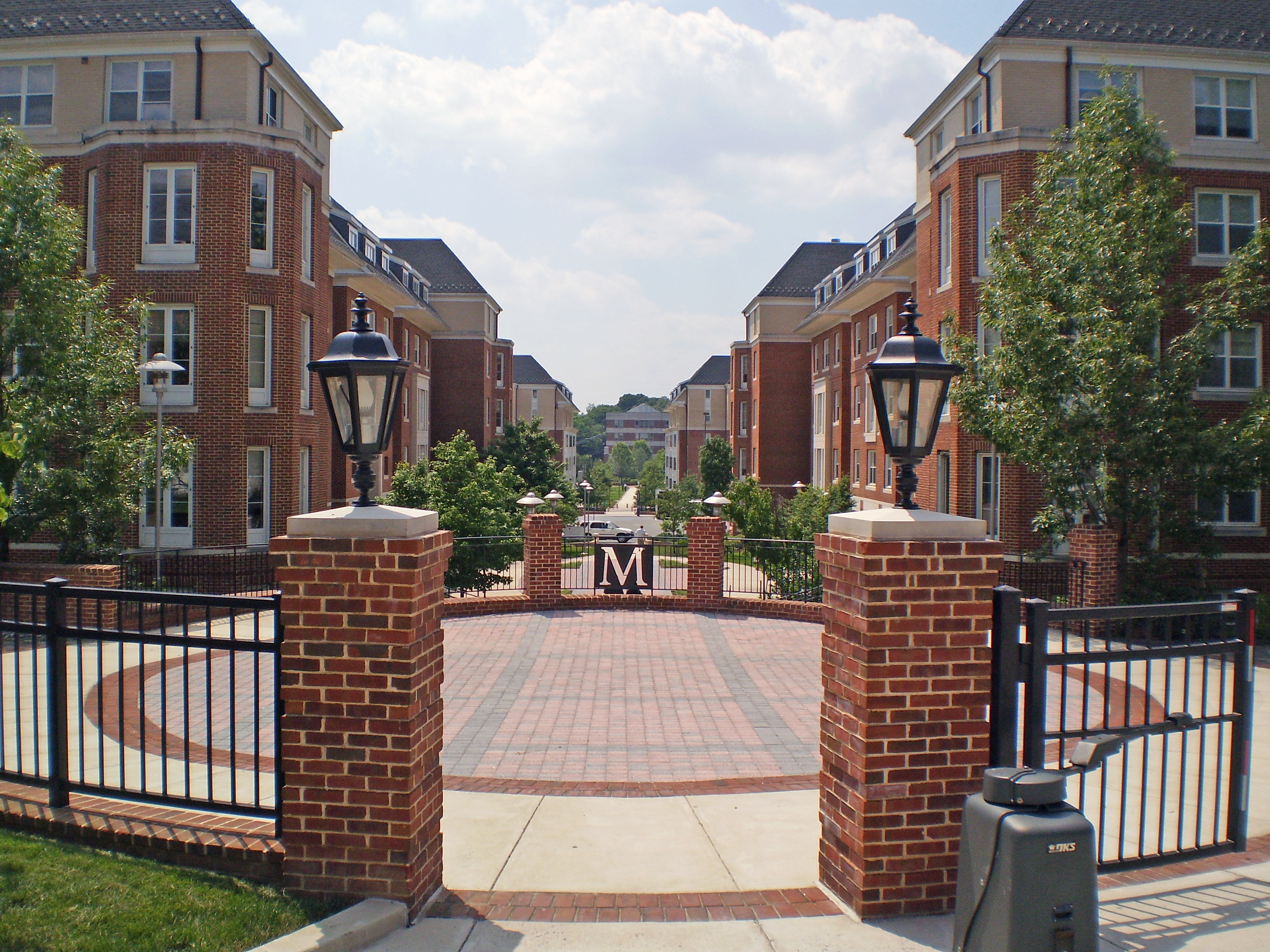
学生寮

## 学部
- College of Agriculture and Natural Resources
- School of Architecture, Planning, and Preservation
- College of Arts and Humanities
- College of Behavioral and Social Sciences
- Robert H. Smith School of Business
- College of Computer, Mathematical and Physical Sciences
- College of Education
- A. James Clark School of Engineering
- College of Health and Human Performance
- College of Information Studies
- Philip Merrill College of Journalism
- College of Life Sciences
- School of Public Policy

### Living-Learning プログラム
メリーランド大学は通常のクラスルーム内における交流の他にも、学術的活動・社会奉仕活動・リサーチ等の機会に富んだ特別プログラムを提供している。学生は学業成績やコミュニティ活動への参加実績、人種/民族上の考慮等に基づいて、こういった特別プログラムへの参加を許可される。現在提供されているプログラムは下記の通り：
- Civicus – 広範囲におけるコミュニティーサービスに重きを置くプログラム
- College Park Scholars - 特定の分野における学業とコミュニティー・サービスに対する厳格な基準を設けたプログラム
- Gemstone - 特定分野における研究に基づいた難易度の高い学業プログラム
- Global Communities - 多くの留学生を受け入れ、異文化コミュニケーションに重点を置いたプログラム。
- Language House – 外国語を学ぶ学生が共同生活と文化活動を通して外国語・文化理解を深めるプログラム。アラビア語、中国語、フランス語、ドイツ語、ヘブライ語、イタリア語、日本語、ペルシャ語、ロシア語、スペイン語の10クラスターから成る。
- Hinman CEOs - 企業家の観点に立った経営方法を学ぶプログラム
- Honors Humanities - とくに芸術・人文学科における難易度の高いセミナー
- University Honors Program - 広範囲の分野における難易度の高いセミナー

## 研究
メリーランド大学はホワイトハウスにほど近く、地下鉄でワシントンの官庁街やダウンタウンと結ばれている。連邦政府のお膝元にあり、外部研究資金が豊富な大規模州立大学であるメリーランド大学は、Webometrics Ranking of World Universities  の2010年版によると、世界18位にランクづけされている。高い研究力で知られる大学であり、パブリック・アイビーに数えられている。
2004年10月4日、メリーランド大学はワシントンD.C.を中心とする首都環状高速キャピタル・ベルトウェイの内側で最大のリサーチパークを創造するという意欲的な試みのもと、新たに150エーカー(607,000 m2)の敷地を拡張した。"M Square" と呼ばれるこのリサーチパークは、画期的な研究と優れた大学教育を一体化するという同大の目標を具現化するものである。また、現在キャンパス内に新たに生命科学研究所を建設中であるが、これもまた同大のライフサイエンス分野の研究を強化し、州内バイオテクノロジー業界を更に促進せしめるものである。
メリーランド大学は立地の良さを活かして各分野のリサーチ・研究において政府機関と強いパートナーシップを育んでいる。これら良好な関係により、同大学は下記の事例を含む数多くのリサーチの機会に恵まれている。
- 米国土安全保障省からの助成の下、テロリズムの行動的・社会的基盤を研究するリサーチセンターを創設
- 2005年1月初、NASAと共同で宇宙探査機ディープ・インパクトを打上げ。2005年7月4日、当機はテンペル第1彗星に衝撃弾を撃ち込んで生じたクレーターと塵を観測し、彗星の核を本機及び衝撃弾に搭載されたカメラで撮影
- 全米における鳥インフルエンザの感染と予防に関する研究の主導
- 1994年にアメリカ国立公文書記録管理局(NARA)がキャンパスに隣接して新館を建設して以来、とくに図書館学、歴史学、政策科学といった公文書の保存・修復・利用に関わる部門におけるNARAとの協力研究

なお、図書館にブランゲ文庫が収容されている。
- 占領下の日本における出版物を保管したプランゲ文庫

## スポーツ
メリーランド大学は学問レベルもトップクラスである一方、スポーツの強豪としても有名。同大学のスポーツチームはTerrapins(テラピンズ。メリーランド州の爬虫類が、キスイガメであることに由来している)、または略して"Terps"（タープス。こちらの方が一般的）と呼ばれていて、学生もコミュニティもその戦績に一喜一憂する。 Terpsは全米大学体育協会のディビジョン-Iカンファレンスのひとつであるアトランティック・コースト・カンファレンス（ACC）に以前加盟していたが、2014年-2015年シーズンからビッグ・テン・カンファレンスに加盟が変更となった。チームカラーは黒・金・赤・白の四色。
メリーランド州旗にも同じ四つの色が使われているのだが、チームカラーとしては少々異なった由来がある。1940年代後期、フットボールチームのコーチとしてクラーク・ショーネシーをスタンフォード大学より招聘した当時、"Terps"は既に数十年に渡って黒と金をチームカラーにしていた。ショーネシーは就任と共にスタンフォードの赤と白のユニフォームを持ち込み、大学側はすぐにこれら四色をチームユニフォームで使用することを認めた。
2000年以降、メリーランド大のアスレチックプログラムは全米で名を馳せており、大学収益の向上に一役買っている。フットボールチームは、2000年11月に同校1970年の卒業生であるラルフ・フリージェンがヘッドコーチに就任して以来、幾つかの成功を収めてきている。"The Fridge"は就任後の3年の間にしてTerrapinsフットボールチームをドラマチックに復興させた。チームは31の勝数を上げ、ボウルチャンピオンシップシリーズ（BCS）のオレンジボウルに進出を果たした。ピーチボウルでは強豪テネシー大学を撃破、またゲイターボウルでは古くからのライバルであるウェストバージニア大学を破り、3年連続でカンファレンス内TOP3の成績を収めた。そして1992年のフロリダ州立大学ACC加入以来の唯一完全と言えるACCレギュラーシーズンのタイトルを得た。
このようにフットボールは成功を収めているが、やはりメリーランド大で最も人気のあるスポーツは男子バスケットボールであろう。男子バスケットもフットボールと同様に長く同校卒業生の指導の下にあり、90年代から00年代にかけては1968年卒のゲイリー・ウイリアムズが一時代を築いた。ウイリアムズはアメリカン大学、ボストンカレッジ、そしてオハイオ州立大学のチームを成功に導いた後1989年に母校に戻り、レン・バイアスの死による影響や前任コーチのボブ・ウェイド時に犯したNCAA規則違反といった、いくつかの苦境に立たされていたチームを引継いだ。これら過去の不祥事による、リクルーティング活動上の制裁措置が課せられた条件下で数シーズンを過ごしながらも、ウイリアムズはTerpsをカンファレンス内の強豪であるデューク大学やノースカロライナ大学と互角レベルまで引き上げた。ウイリアムズはメリーランド大を11年連続（1993-2004）でNCAAトーナメントに進出させ（これは全米内で他に4校しか達成していない偉業である）、1996年から2004年の間は8年連続で20勝（以上）を達成した。しかも, トーナメントの準決勝(Sweet Sixteen)に7回出場し、連続して ファイナルフォーに進出している。2002年には、 過去のチャンピオンである ウィスコンシン大学, ケンタッキー大学, コネチカット大学、カンザス大学、インディアナ大学を破るなど難しいトーナメント戦を順調に勝ち抜き、ついに男子バスケットボールで大学初のNCAAタイトルを勝ち取った。
全米でも歴史の浅いチームを率いたウィリアムズは2004年にACCトーナメントで優勝した。これはノースカロライナ大学との準決勝でハーフタイムの時点で19点差を逆転し、決勝では12点差だったデューク大学に対して3分あまりのオーバータイムを経て逆転勝ちという劇的な勝利である。ウィリアムズが勝ち取った500以上の勝利のうち300勝以上がキャンパス内のコール・フィールド・ハウスとコムキャスト・アリーナで勝ち取ったものである。史上最多勝コーチであるウィリアムズは2010-11シーズンまで指揮を取って勇退したが、2014年にはバスケットボール殿堂に入るという名誉を得た。
ウィリアムズの後任である現コーチはメリーランド出身者ではなく、カンザス大出身のマーク・タージェンである。そのカンザス大では名将ラリー・ブラウンの元で司令塔として活躍したプレイ歴を持つ。タージェンの就任後、当初はNCAAトーナメント出場を逃すなど苦戦した面もあるが、ACCカンファレンス内では名門デューク大を破るなど、ほぼウィリアムズ時代の成績・戦力を維持している。就任4年目、つまり自己のリクルートによる選手が揃った2015年にはAP Rankingで全米2位にランクされたが、これは2002年よりも高い位置であった。
これら主要な収益源となるスポーツに加え、メリーランド大には他にも優れたスポーツチームがある。女子バスケットボールチームは元ミネソタ大学のコーチであるブレンダ・フリースの手腕により復活した。まず、2004年の女子NCAAトーナメント2回戦進出、これは過去12年間で初のトーナメント戦勝利である。続く2005年にもトーナメント出場し二年連続の勝ち星をあげ、そして2006年、ついにNCAAトーナメントを制し全米の頂点に立った。また2009年にも20年間で初のACCトーナメントを制している。ブレンダコーチはトップレベルの新人選手リクルーティングにも手腕を発揮し、その実績は有力校であるコネチカットやテネシーをも凌駕している。毎年のようにWNBA選手を輩出し、特に2009年にはメリッサ・コールマンとクリスティ・トレバーの2人が全米MVP候補にノミネートされ、WNBAドラフトでは2位と3位で指名されている。その後も数名のWNBA選手を輩出、またほぼ毎年のNCAAトーナメント出場、ACCチャンピオン、2014年には再びファイナル4へ、更に翌2014-2015シーズンから移籍したビッグ・テン・カンファレンスではいきなり優勝、そして2年連続のファイナル4進出と、全米屈指の強豪チームの立場を維持しづけている。またブレンダコーチは2007-2008シーズンの途中に双子の男児を出産したが、直前まで指揮を執り続けたばかりでなく、そのシーズン中にコーチ業に復帰している。かといって家庭を疎かにすることもなく、常に良き母であり続けている。メリーランド女子バスケットボールチーム自体が非常に家庭的な雰囲気であるが、それはひとえにブレンダコーチの影響が大きいと言えるだろう。
男子サッカーは1998年より3度Final Fourに進出しており、2003年秋にはアンケート調査で最も高い評価を得ている。ホッケーでも、数回のFinal Four進出や1999年のタイトル獲得などの実績がある。バレーボールでは2003年のACCトーナメントで優勝し、NCAAトーナメントの予選を通過するなど、強さを見せつけている。
メリーランド州のオフィシャルスポーツであるラクロスにおいて、メリーランド大は一貫してリーダー役を果たしている。Cindy Timchalが指揮する女子ラクロスチームは、幾つものナショナルタイトルを獲得し、過去14年中11度のNCAAファイナリストに名を連ね、また同大はラクロス全米代表選手を最も多く輩出している大学である。男子ラクロスチームにおいても、35回のカンファレンスタイトル、28回の NCAA ファイナルフォー、12回の全米選手権優勝を果たしている。
メリーランド大の体育局長Deborah Yowは非常に有能で先進的な考えをもつ体育局長として知られている。Dr. Yowは同大のスポーツ施設およびチームを常に向上させつつも、毎年の体育局予算のやり繰りにおいて成功を収めている。
2004年に学生組織であるByrd's Elevenが発足した。試合時にはスタンドで華やかな応援を取り仕切ったり、キャンパスに大きな垂れ幕を作ったりして、愛校心の高揚及び競技活動の支援に一役買っている。

## 著名な人々の一覧

### 卒業生
実業家
- セルゲイ・ブリン - Google の共同創設者

研究者
- ハーバート・ハウプトマン、1985年のノーベル化学賞受賞者
- チャールズ・フェファーマン、数学者及びフィールズ賞受賞者
- ロバート・L・フォワード、物理学者、SF作家、代表作は「竜の卵」

文化人
- キャスリーン・ターナー - アカデミー賞にノミネートされた女優、ゴールデングローブ賞を2度受賞
- マイケル・イーリー - 俳優
- ジョー・ホールドマン - SF作家、「終りなき戦い」(The Forever War)が一番知られている
- コニー・チャン、CBSの女性ニュースキャスター、その後NBC、CNNなど
- ジム・ヘンソン - セサミストリートのマペットの生みの親
- アーロン・マッグルーダー、漫画・アニメザ・ブーンドックスの製作者
- ロバート・パーカー、ワイン評論家

スポーツ選手
- モジョ・ローリー - WWEスーパースター
- ホアン・ディクソン - バスケットボール選手、ワシントン・ウィザーズでプレイしていた
- スティーブ・ブレイク - バスケットボール選手
- スティーブ・フランシス - プロ・バスケットボール選手
- レン・バイアス - バスケットボール選手
- クリス・ジェンキンス（英語版）、 カロライナ・パンサーズのフットボール選手、第38回スーパーボウル出場
- ショーン・メリマン、プロフットボール選手、2005年のNFLドラフトでサンディエゴ・チャージャーズより一位指名
- ブーマー・アサイアソン、テレビジョン放送キャスターに転向した元NFLクォーターバック選手
- カーリー・フィオリーナ、ヒューレット・パッカード元CEO兼会長
- ブレット・セシル、MLBトロント・ブルージェイズに所属する投手
- クラレンス・グッドソン - サッカー選手
- グラハム・ズシ - サッカー選手
- オマール・ゴンサレス - サッカー選手
- ロドニー・ウォレス - サッカー選手

### 日本人の卒業生
- 武田純三 - 慶應義塾大学医学部教授、慶應義塾大学病院院長
- 八代尚宏 - 国際基督教大学教授、元内閣府経済財政諮問会議議員、元日本経済研究センター理事長
- 土山實男 - 青山学院大学教授、国際政治学者
- 上埜進 - 甲南大学教授、会計学者
- 前嶋和弘 - 上智大学教授、アメリカ学会会長、政治学者
- 山崎直子 - 宇宙飛行士（学部留学）
- 西村康稔 - 衆議院議員、経済再生担当大臣
- カン・タガミ - 元アメリカ陸軍少佐、ダグラス・マッカーサーの個人通訳

### 教職員
著名な教職員（過去及び現在）
- マイケル・ブリン - 数学者、Google 共同創設者セルゲイ・ブリンの実父
- セルゲイ・ノヴィコフ - 数学者、1970年のフィールズ賞受賞者、2005年のウルフ賞受賞者
- ウイリアム・フィリップス - 物理学者、1997年のノーベル物理学賞受賞者
- ジョン・C・マザー - 物理学者、2006年のノーベル物理学賞受賞者
- マイケル・フィッシャー - 物理学のウルフ賞受賞者
- ロバート・L・パーク - 物理学者、反疑似科学運動家
- レイチェル・カーソン - 生物学者、「沈黙の春」の著者
- ジェームズ・A・ヨーク - カオス理論を提唱、2003年の日本国際賞受賞者
- トーマス・シェリング - 経済学者、2005年のノーベル経済学賞の受賞者
- ジョージ・リッツァ - 社会学者
- ペーター・ミラー - 歴史家
- ホセ・エミリオ・パチェーコ - メキシコシティ出身の小説家、詩人
- フアン・ラモン・ヒメネス - 元スペイン語・スペイン文学教授、1956年ノーベル文学賞受賞
- ジョン・フランクリン - 70年の卒業生及びピューリッツァー賞の受賞者
- ゴードン・ウィリアム・プランゲ - (Gordon William Prange) プランゲ文庫占領下の日本の出版物を保管
- エドワーズ博美 - 岩国基地内分校在職の日本語教師、政治評論家
- 石川隆俊 - 医学部客員教授
- 松井竜樹 - 在日米軍基地分校の数学・物理学教授

## 海外キャンパス
メリーランド大学システムの構成校の一つである「メリーランド大学グローバルキャンパス」（UMGC; en:University of Maryland Global Campus）が
三沢基地、横田基地、横須賀基地、岩国基地、佐世保基地、嘉手納基地、キャンプ・キンザー、キャンプ・フォスター、キャンプ・ハンセンなどに基地内大学を開校している。文化交流の一環で日本人も就学が可能であり、地元自治体などがその窓口になっているが、授業は本国と同じく全て英語である。授業料は米国人と同じ条件であり、渡航費や現地での生活費が不要なことも相まって比較的安価にアメリカ州立大学留学と同じ環境での勉強を可能としている。米国屈指の名門州立大学であるUMGCの高難易度カリキュラムに追いついて単位や学位を取得することは、英語その他の外国語に堪能な日本人であっても決して容易ではない。
提携校としては慶應義塾大学薬学部や長崎県立大学などがある。